# Plataforma por la Lengua
La  Plataforma por la Lengua (en catalán: Plataforma per la Llengua), es una organización no gubernamental española de ámbito catalán. Fue creada en 1993, trabaja para garantizar la presencia de la lengua catalana en todos los ámbitos en áreas en donde se habla el catalán de forma nativa.
Es una organización heredera directa de la Crida a la Solidaritat disuelta en 1993, el mismo año en que se fundó la Plataforma. Sin embargo a diferencia de aquella «y como su nombre indica, no continuó explícitamente la lucha por la soberanía, sino que se centró en la lengua y la cultura catalanas».